# Ададурова, Анна Петровна
Анна Петровна Ададурова (1930, теперь Запорожская область — ?) — украинская советская деятельница, новатор сельскохозяйственного производства, звеньевая, бригадир тракторной бригады колхоза «Ленинским путем» Ореховского района Запорожской области. Герой Социалистического Труда (23.06.1966). Депутат Верховного Совета УССР 7-го созыва.

## Биография
Родилась в семье Петра Петровича и Татьяны Сидоровны Сабалдашных. Отец был репрессирован органами НКВД СССР.
С 1950-х годов — звеньевая, с 1970-х годов — бригадир тракторной бригады колхоза «Ленинским путем» села Кирово (теперь — Таврическое) Ореховского района Запорожской области. Собирала высокие урожаи кукурузы.
Член КПСС.

## Награды
- Герой Социалистического Труда (23.06.1966)
- орден Ленина (23.06.1966)
- ордена
- медали